# Ács Gábor (író)
Ács Gábor (Armoni Gavriel, Texter Pál) (Budapest, 1953. április 18. –) magyar-izraeli író, műfordító, tanár, könyvkiadó.

## Kezdetek
Ács (Zimmermann) Imre és Lőwy Aranka gyermekeként született budapesti, nem vallásos zsidó családban. Bár gépipari technikumba íratták, tehetsége korán megnyilatkozott: még 16 éves kora előtt megjelent első elbeszélése egy országos havilapban és több mint két évig az iskolai diáklap főszerkesztője volt, míg le nem érettségizett. Ekkor írta első kisregényét (kéziratban, elveszett). Magyar-történelem szakon folytatta tanulmányait a Kossuth Lajos Tudományegyetemen, Debrecenben. A filozófiai tudományos diákkör vezetője volt legalább két évig (a természetadtaság és társadalmiság viszonyának lukácsi vizsgálatával foglalkozott - a tanulmány nem íródott meg, illetve elveszett). Nagy és ellenséges vihart kavart Kafka-tanulmányában a zsidó életérzés, pre-cionista ideológiák jelenlétét vizsgálta (kéziratban, elveszett). Érdeklődése révén az ellenzékiség, így a debreceni nemzeti ellenzéki körök soraiba került és tagja volt a pesti zsidóság belső cionista köreinek. Ebben az időben írta második regényét (kéziratban, elveszett). Szakdolgozatában az európai fejlődés görög-zsidó vonulatával foglalkozott (tabutémák).

## Pályája
Az egyetem elvégzése után (1978) nehezen helyezkedett el (egy gyors- és gépíró iskolában helyesírást tanított), majd fél év múltán Ausztrián keresztül Izraelbe távozott (1979 január). A képzettségének megfelelő állásban nem dolgozhatott, számítógépes átképzésen vett részt. Libanoni háborús élményei után nem találta a helyét. Munkahelyéről kidobták (a politikai zűrzavar közepette), de nem hagyta el az országot azonnal. Szülei megsegítésére aztán visszautazott Magyarországra (1984).
Magyarországon a számítógépes szakmában tudott elhelyezkedni, és az évek folyamán kénytelen volt jelentős szakmai tudásra szert tenni.
1989-ben megismerkedett első feleségével, a magyarországi turista úton részt vevő orosz lánnyal, Levina Ludmilával. A rendszerváltás (1990) véget vetvén az orosz jelenlétnek, pánikot ébresztett bennük, feleségét családja Oroszországba menekítette, magukkal rabolván gyermeküket. Távollétükben egyszerű moszkvai tanácsi határozattal elváltak.
Izraeli tartózkodása idején minden igyekezetével a héber nyelv elsajátítására törekedett. Magyarországra visszatérése után a zsidó vallási hagyomány irodalmát, többek között a Talmudot tanulmányozta mint magántanuló és így még jobban elmélyítette nyelvi ismereteit. Héber irodalmat kezdett fordítani.
1990 után nem talált kapcsolatot a zsidósággal, suttogó propagandával lehetetlenné tették, így az újjászerveződésben nem vett részt. Publikálni kezdett héber irodalmat. Máig érthetetlen okokból az izraeli külképviseletek és jelenlévő szervek a héber irodalom fordítását nem támogatták, sőt mondhatni olykor kifejezetten ellenséges magatartást tanúsítottak tevékenységével szemben.
1997-ben egyéves németországi munka után (vezető programozói beosztásban Darmstadtban a Deutsche Telecomnál) Magyarországra visszatérve S. J. Ágnon-fordítása közben felfigyelt bizonyos bibliai problémákra. Levélbeli megkeresésére válaszul biztatták a jeruzsálemi Héber Egyetemről, hogy a témában folytasson kutatásokat. Az elküldött felvételi tesztet megoldva és visszaküldve azonnal felvették a Tenách szak második évfolyamára.
A számítógépes munkával szakítva, ám tanulmányait is elhalasztva héber nyelvet és irodalmat kezdett tanítani a Pázmány Péter Katolikus Egyetemen (1997–1998). Közben megalakította a Bábel Könyvkiadót kifejezetten a zsidó irodalom és kultúra kiadásának az igényével. Ennek keretében tucatnyi tudományos munkát szerkesztett, irodalmi művet fordított (fordításainak egy részét). 1998-ban Ph.D tanulmányokba kezdett a Kossuth Lajos Tudományegyetemen az Irodalomtörténeti Tanszéken Kiss József költészetével foglalkozva. Disszertációjának elkészült fejezetei az irodalomtörténeti szakfolyóiratokban jelentek meg.
2002-ben megnősült, ezután csak a könyvkiadással és kutatómunkájával foglalkozott. Felesége családja csalódván iránta táplált vallásváltási elvárásaiban (hogy majdan zsidóról katolikus hitre térjen), minden eszközt megragadott az ellehetetlenítésére. 2006-ban, miután feleségét és gyermekeit is antiszemita sérelem érte kimenekítette őket Magyarországról. Azóta Izraelben él.

## Magánélete
Első felesége: Levina Ludmila (1989), gyermekük Dávid (1990). Második felesége: Kéri Márta Barbara (2001), gyermekeik: Immánuel (2002), Áron (2006), Joram (2008), Osrat (2011).

## Művei
- Ámos Oz, Fekete doboz, (fordítás), Ab Ovo, 1994
- Aharon Apelfeld, A vadászat, Modern izraeli elbeszélők, (fordítás), antológia, Belvárosi, 1995
- Isaac Bashevis Singer, A Moszkát család, Novella, 1995. (szerk, jegyzetekkel ellátta)
- Ács Gábor – Turczi István, Vándorló Talmud: - Jer és lásd! (Történelmi elbeszélések válogatott Talmud-szemelvényekkel), Bábel, 1996
- Amos Kenan, Az út Ein-Harodba, (fordítás), Bábel, 1997
- Eli Netzer, Nagyobbak a sorsuknál (Gedolim megorálám), (fordítás), Belvárosi, 1998
- Nathaniel Katzburg, Fejezetek az újkori zsidó történelemből Magyarországon, (fordítás), Osiris, 1999
- Martin Buber, Góg és Magóg, Haszid krónika, (fordítás) Bábel, 1999
- Nathaniel Katzburg, Beszélgetések Scheiber Sándorral és Fejtő Ferenccel, (szerk.), Bábel, 2000
- Zsidó breviárium, (elbeszélések, cikkek, versfordítások), Bábel, 2001
- Fésűzene, (versek), Polgart, 2001
- S. J. Agnon, Valaha régen, (Temol Shilshom), (fordítás), Bábel, 2001
- Aliza Barak Ressler, Kiálts kislány, kiálts!, (fordítás), Polgart, 2001
- Katzburg, Nathaniel, Zsidópolitika Magyarországon, 1919-1943, (szerk.), Bábel, 2002
- Stern Samu, Emlékirataim, (szerk.), Bábel, 2003
- Szól a kakas már… (elbeszélések), Bábel, 2004
- Bródy Sándor, Lyon Lea, (szerk., utószó), Bábel, 2004
- Hódos Mátyás, A mostohafiak, (szerk.), Bábel, 2004
- Nemzetfelfogás és magyarságkép Kiss József költészetében, in: Nemzet – identitás – irodalom (A nemzetfogalom változatai és a közösségi identifikáció kérdései a régi és a klasszikus magyar irodalomban), (irod. tört. tan.), Debrecen, 2005
- Zarek Otto, Moses Mendelssohn, (szerk.), Bábel, 2005
- Bárdos Pál: Mindenféle tünemények, (szerk.), Bábel, 2006
- Tomaž Šalamun, Megrozsdáll a szerelem, ha követelik, (szerk.), Bábel, 2006
- Kiss József irodalmi indulása, (irod. tört. tan.),Budapesti Negyed, 2007/3.
- Juraj Spitzer, Nem akartam zsidó lenni, (szerk.), Bábel, 2007
- Armoni Gavriel, Kokhav-Meir-i kantáta – Rímes Ábécé, (versek), Novella, 2011

## Elismerések
Oman mictajén, szofér olé (Kiváló művész, bevándorló író) 2008.

## Tagság
Magyar Írószövetség